# ترافق جيني
الترافق الجيني أو الجر الجيني هو العملية التي يزداد فيها تواتر أليل معين بفضل ارتباطه مع أليل آخر يحابيه الاصطفاء الطبيعي. فتقارب المواضع التي تحتلها الجينات على الكروموسوم يسمح لبعض الجينات بإن تُجر بمسح اصطفائي تم على جينات أخرى نافعة وقريبة منها. أي أنَّ هذه الجينات تمتطي العربة التي تجرها الجينات المصطفاة طبيعيا. وبوجه العموم يمكن أن يشير الترافق الجيني إلى التغيرات في تواترات الألائل بفعل أي شكل من الاصطفاء الذي يقع على الجينات المرتبطة، بما فيها نبذ الاصطفاء للطفرات الضارة.
تثبيت أليل حيادي (لا ضرر له ولا نفع) أمر يعود للصدفة المحضة. عامةً يُنظر لهذه العملية العشوائية على أنها مسيرة بخطأ الاستعيان، أي الانحراف الجيني. ولكن قد تُسير هذه العملية بدلا من ذلك بما يرتبط به الأليل من ألائل نافعة أو ضارة: وهذا ما يُعرف بالترافق الجيني أو الجر الجيني.

## تاريخياً
بالرغم من أنه تمت صياغة مصطلح الترافق الجيني في عام1974 من قبل ماينارد سميث وجون هيغ إلا أن الظاهرة التي يشير إليها بقيت محدودة الدراسة حتى العمل الذي قام به جون هـ. غيليسبي في عام 2000.>

## النتائج
يحدث الترافق الجيني عندما يكون تعدد الأشكال المحايد في اختلال في الربط مع موضع ثانٍ يخضع لعملية مسح انتقائية. سيزداد تواتر الأليل المحايد المرتبط بالتأقلم حتى يصبح ثابتاً في الجمهرة في بعض الحالات. سينخفض تواتر الأليل المحايد الآخر المرتبط بالنسخة غير النافعة إلى أن ينعدم في بعض الحالات. الترافق الجيني على العموم يقلل من مقدار التنوعات الجينية.
من شأن الطفرات «العابرة» الضارة أيضاً أن يحصل عليها ترافق جيني وليس الطفرات المحايدة وحسب.
يمكن لإعادة التركيب أن تقطع عملية الترافق الجيني وتنهيها قبل أن يصبح الأليل الضار أو المحايد المترافق ثابتاً أو معدوماً. كلما كان تعدد الأشكال المترافق أقرب إلى الجين الخاضع للانتقاء كلما قلت فرصة حصول إعادة تركيب. يؤدي هذا إلى انخفاض في التباين الوراثي بالقرب من منطقة الانتقاء الأقرب إلى الموقع المنتقى. يعد هذا النمط مفيداً في استخدام البيانات السكانية لتحري منطقة الانتقاء وبالتالي كشف الجينات التي كانت قيد الانتقاء مؤخراً.

## الجر الجيني مقابل الانحراف الجيني
كل من الانحراف والجر الجيني هما عمليتان عشوائيتان أي تحصلان بشكل عشوائي وبطريقة لا ترتبط بالانتقاء في الجين المعني. الانحراف هو التغير في تواتر أليل في جمهرة بسبب أخذ عينات عشوائية في كل جيل. الجر هو التغير في تواتر أليل بس عشوائية الألائل غير المحايدة التي وجد بأنه يكون مرتبط بها.
إذا افترضنا أن الانحراف الوراثي هو العملية التطورية الوحيدة التي تحصل على أليل، بعد جيل واحد من العديد من المجموعات النموذجية المتكررة التي حجم كل منها N ويبدأ كل منها بتواترات الألائل P وQ فإن التباين المضاف حديثاً في تكرار الأليل عبر تلك المجموعات (أي درجة العشوائية في النتيجة) يحسب من العلاقة {\displaystyle {\frac {pq}{2N}}}. تبين هذه المعادلة بأن تأثير الانحراف الجيني يعتمد بشكل كبير على حجم الجمهرة الذي يعرّف بأنه العدد الفعلي للأفراد في جمهرة نموذجية. ينتج الجر الجيني عن معالجة مشابهة للمعادلة أعلاه ولكن مع حجم جمهرة فعال الذي قد لا يكون له أي علاقة بعدد الأفراد الفعلي في هذه الجمهرة. بدلاً من ذلك فإن حجم الجمهرة الفعال قد يعتمد على عوامل مثل معدل إعادة التركيب وتواتر وقوة الطفرات النافعة. تكون الزيادة في التباين بين الجمهرة المتكررة الناتجة عن الانحراف مستقلة في حين أنها متعلقة بالجر تلقائياً أي إذا زاد تواتر أليل بسبب انحراف جيني فهذا لا يحتوي أية معلومات عن الجيل التالي في حين أنه إذا زاد بسبب الجر الجيني فمن المرجح أن تواتر الأليل سيزداد في الجيل التالي بدلاً من أن ينخفض. ينتج عن الجر الجيني طيف تواتر أليلي مختلف عن الناتج عن الانحراف الجيني.

## تطبيقات

### الصبغيات الجنسية
لا يخضع الصبغي الجنسي Y لإعادة تركيب مما يجعله أكثر عرضة لتثبيت الطفرات الضارة خلال عملية الترافق الجيني. وقد تم اقتراح هذا كتفسير لسبب وجود عدد قليل جداً من الجينات الوظيفية على الصبغي الجنسي Y.

### تطور المطفر
حدوث الترافق الجيني ضروري لتطور معدل طفرات أعلى ليتم تفضيلها من قبل الانتقاء الطبيعي للتطور. يزيد مطفر مفترض وليكن M على سبيل المثال من معدل الطفرات في المنطقة المحيطة به. تبعاً لزيادة معدل الطفرات فإن الأليل القريب وليكن A يتحول إلى الأليل النافع A*. 
--M------A-- -> --M------A*--
يكون للفرد الذي يحوي هذه الصبغيات ميزة انتقائية زيادة على باقي أفراد النوع وبالتالي فإن الأليل A* سينتشر عبر الجمهرة من خلال العمليات الطبيعية للانتقاء الطبيعي. أما بالنسبة للمطفر المفترض M وبسبب قربه من A* فسيتم نشره خلال الجمهرة العامة وهذه العملية تحصل فقط عندما يكون M قريب جداً من الأليل الذي تحور. في حال زادت المسافة فقد يزيد احتمال حدوث انفصال M عن A* خلال عملية إعادة التركيب وبقاء المطفر M وحده مع أي طفرات ضارة قد تسبب بإحداثها. لهذا السبب فإنه من المتوقع عموماً أن يحدث تطور الطفرات إلى حد كبير في الأنواع غير الجنسية حيث لا يمكن لإعادة التركيب أن يحدث أي خلل في الارتباط. [12]

### النظرية المحايدة للتطور الجزيئي
تفترض النظرية المحايدة للتطور الجزيئي بأن معظم الطفرات الجديدة هي إما ضارة (وسرعان ما يتم التخلص منها من قبل الانتقاء الطبيعي) أو محايدة وعدد قليل منها يقوم بالتأقلم. كما أنها تفترض أيضاً بأنه يمكن توصيف سلوك تواترات الألائل المحايدة باستعمال رياضيات الانحراف الجيني وتم بناءً على ذلك اعتبار الترافق الجيني كتحدي هائل للنظرية المحايدة وتفسير لسبب ظهور إصدارات تشمل الجينوم لاختبار ماكدونالد كريتمان للإشارة إلى أن نسبة عالية من الطفرات تصبح ثابتة في الجمهرة تبعاً لأسباب متعلقة بالانتقاء الطبيعي.